# Шампо ан Морван
Шампо ан Морван (фр. Champeau-en-Morvan) насеље је и општина у источном делу централне Француске у региону Бургоња, у департману Златна обала која припада префектури Монбар.
По подацима из 2011. године у општини је живело 247 становника, а густина насељености је износила 7,28 становника/km². Општина се простире на површини од 33,95 km². Налази се на средњој надморској висини од 600 метара (максималној 683 m, а минималној 494 m).

## Демографија
| 1962. | 1968. | 1975. | 1982. | 1990. | 1999. | 2011. |
| ----- | ----- | ----- | ----- | ----- | ----- | ----- |
| 220   | 318   | 305   | 276   | 280   | 237   | 247   |

График промене броја становника у току последњих година